# Yousuf Raza Gillani
Makhdoom Syed Yousaf Raza Gillani (Carachi, 9 de junho de 1952) (Urdu: مخدوم سيد يوسف رضا گیلانى  ) é o ex-primeiro-ministro do Paquistão. Ele foi indicado pelo Partido Popular do Paquistão, formando coalizão com o apoio de Liga Muçulmana do Paquistão-N, Liga Popular de Bangladesh (Awami), entre outros, em 22 de Março de 2008. Yousaf Raza Gillani é o primeiro premier eleito de origem Seraiqui. 

## Carreira
Gilani atuou como presidente interino do Paquistão de 20 de maio de 2024 a 30 de maio de 2024, durante o período em que o presidente Asif Ali Zardari permaneceu no exterior.
Ele é um veterano do Partido Popular do Paquistão e atualmente atua como vice-presidente do Comitê Executivo Central do partido, e em 2021 foi eleito senador e seu mandato terminou quando prestou juramento como membro da Assembleia Nacional do Paquistão em 29 de fevereiro de 2024 e desocupou o assento em 22 de março de 2024.
Nascido em um clã pobre de Multan, Gilani estudou jornalismo político na Universidade do Colégio do Governo e na Universidade do Punjab em Lahore. Em 1978, juntou-se à Liga Muçulmana do Paquistão e trabalhou no governo militar do presidente Muhammad Zia-ul-Haq. Gilani renunciou à Liga Muçulmana em 1986 e, posteriormente, juntou-se ao Partido Popular do Paquistão em 1988. Ele serviu no gabinete de Benazir Bhutto como Ministro do Turismo em 1989-1990, Ministro do Governo Local e Desenvolvimento Rural em 1990-1993 e Presidente da Assembleia Nacional em 1993-1997. Gilani foi preso em 2001 sob acusações de corrupção do presidente militar Pervez Musharraf e ficou preso por cerca de seis anos na prisão de Adiala em Rawalpindi.

Após as eleições gerais de 2008, Gilani foi eleito primeiro-ministro do Paquistão por consenso do Comitê Executivo Central do Partido Popular. Após a posse, ele fortaleceu a democracia parlamentar e iniciou um pedido de impeachment contra Musharraf, o que levou este último a fugir do país. Além disso, Gilani iniciou políticas externas ineficazes, programas de nacionalização e fundou a Universidade de Swat em julho de 2010. Ele é comumente creditado por acabar com a crise judicial em março de 2009 e melhorar os projetos de energia nuclear em todo o país. Em junho de 2012, Gilani foi desqualificado pela Suprema Corte do Paquistão por alegações de corrupção. Exilou-se brevemente da política nacional até abril de 2017, quando terminou seu mandato de desqualificação. Ele foi líder da oposição no Senado do Paquistão de 2021 a 2022.